# ماثيو لافون
ماثيو لافون (بالفرنسية: Mathieu Lafon)‏ (1 مارس 1984 بمونبلييه في فرنسا - ) هو لاعب كرة قدم فرنسي في مركز الوسط. لعب مع نادي إيفيان ونادي كان ونادي كريتيل ونادي مونبلييه.

## وصلات خارجية
- ماثيو لافون على موقع قاعدة بيانات كرة القدم.إي يو (الإنجليزية)
- ماثيو لافون على موقع Soccerway.com (الإنجليزية)